# Full Thrust
Full Thrust – fantastycznonaukowa gra bitewna oparta na bitwach kosmicznych, opublikowana w 1992 roku przez angielskie przedsiębiorstwo Ground Zero Games. Rozgrywka polega na przesuwaniu walczących ze sobą flot modeli okrętów po stole imitującym przestrzeń kosmiczną.
Podstawowym założeniem systemu jest dostarczenie graczom emocjonującej i dynamicznej rozgrywki. Autorzy systemu osiągnęli to poprzez oparcie mechaniki gry na kostce sześciennej, rezygnacji z tabel, standaryzacji zasad ruchu, rodzajów uzbrojenia i prowadzenia walki oraz minimalizacji zasad specjalnych. Full Thrust był od początku projektowany jako uniwersalny system do prowadzenia gry w różnych gatunkach fantastyki naukowej, np. Star Wars, Star Trek, Honor Harrington. Niezależnie od tego autorzy systemu dostarczają własną wizję przyszłości (tzw. fluff). Obecnie wszystkie zasady Full Thrust są darmowe i dostępne do pobrania na stronie Ground Zero Games.